# Mighty No. 9
Mighty No. 9 (マイティーナンバーナイン, Maitī Nanbā Nain) est un action-plates-formes développé par Comcept en collaboration avec Inti Creates, et sous la direction de Keiji Inafune. La création du jeu est basée sur le système de financement participatif du site Kickstarter, et intègre une forte contribution de la part du public. Mighty No. 9 ressemble de très près à Mega Man, à la fois dans son gameplay et dans l'aspect du personnage, il est ainsi considéré comme son successeur spirituel.
L'objectif minimum de Kickstarter pour Mighty No. 9 est atteint avec succès le 2 septembre 2013, deux jours seulement après la création de la page. Cependant, plusieurs autres fonctionnalités, notamment des niveaux supplémentaires, des modes spéciaux et des portages vers d'autres plates-formes sont confirmés après le dépassement des objectifs supplémentaires qui lui sont liés, augmentant le total des fonds obtenus à plus de 400 % de l'objectif initial.
Le jeu sort au Japon et en Amérique du Nord le 21 juin 2016, puis en Europe le 24 juin 2016 sur PC (Windows), OS X, Linux, PlayStation 3, PlayStation 4, Wii U, Xbox 360 et Xbox One. Abstraction Games et Engine Software sont chargés du portage du jeu sur Nintendo 3DS et PlayStation Vita, dont les sorties respectives restent indéterminées. Le jeu a reçu des notes moyennes de la part de la presse spécialisée, parfois même faibles.

## Trame
L'histoire se déroule dans un monde futuriste avec, au centre de la trame, le robot de combat Beck, le neuvième de la série des Mighty Numbers. Ces robots sont créés pour combattre dans le colisée de la ville. Soudain, un virus s'abat sur les robots, les transformant en véritables machines de guerre. Seuls Beck et Call, un robot informatif, restent intacts. Gregory Graham, le président de Cherry Dynamics, accuse le prisonnier Benedict Blackwell d'être derrière tout ça. De leur côté, William White, le créateur des Mighty Numbers, et son collègue Soichiro Sanda, essayent de remonter à la source du virus. Après avoir demandé du renfort à un collègue de Sanda, White propose à Beck de parcourir la ville et désactiver les Mighty Numbers pour exterminer le virus. C'est le début d'un long voyage...

## Système de jeu
Le jeu est un jeu de plate-forme en 2D à scrolling horizontal dans lequel Beck parcourt douze niveaux, dont le centre-ville, la prison (qui est d'ailleurs le seul niveau qu'on joue avec Call) et l'usine robotique. Beck et les autres robots sont composés de Xel, des petits cubes contenant des données. Beck peut sauter, s'accrocher à der rebords, tirer avec son canon et aussi utiliser l'AcXeleration, ce qui lui permet non seulement de sprinter, mais aussi d'absorber les Xels des ennemis vaincus. Selon l'ennemi qu'il tue, il peut recevoir quatre bonus, nommés AcXel Boosts : le Shoot, qui augmente les dégâts infligés aux ennemis ; le Armor, qui réduit les dégâts subis ; le Speed, qui permet à Beck de courir plus rapidement ; enfin, le Recovery permet au joueur de régénérer sa barre de vie complète. Après avoir passé un niveau, Beck se voit confronté aux Mighty Numbers. S'il en bat un, il reçoit son arme. De temps en temps durant un niveau, White, Sanda et Call vont donner des astuces sur le niveau et les dangers. Le piège le plus commun est de l'électricité violette, qui tue Beck instantanément.

## Développement
Mighty No. 9 est annoncé dans une conférence lors du Penny Arcade Expo 2013 par Inafune et son équipe. La campagne Kickstarter pour le projet est lancée le 31 août 2013 et atteint son objectif de 900 000 dollars en seulement deux jours, le 2 septembre,.
8-4, une société de localisation, travaille sur la traduction en anglais du jeu, en plus de la consultation et du travail de relations publiques. 2 Player Productions produit une série documentaire en quatre parties sur le développement du jeu, détaillant chaque aspect qui a disparu au cours de sa création tout en récoltant les commentaires des développeurs.
Inafune promet de fournir « un accès sans précédent pour voir son équipe au travail » sur le cycle de développement de Mighty No. 9. Dans la vidéo de présentation sur Kickstarter, Inafune déclare qu'il veut faire de ce projet quelque chose où les fans peuvent participer, à l'image de Mega Man Legends 3 avant son annulation, et dont il espérait de la même façon impliquer les fans dans le processus de développement du jeu.
Le jeu est initialement prévu pour avril 2015, avant d'être repoussé dans un premier temps en septembre 2015 puis début 2016,. Le jeu est ensuite à nouveau repoussé pour printemps 2016. Le 2 mai 2016, Keiji Inafune annonce enfin que le jeu est passé en gold (c'est-à-dire que le développement du jeu est terminé et prêt à être fabriqué en usine) et qu'il sortira le 24 juin 2016 sur PC (Windows), OS X, Linux, PlayStation 3, PlayStation 4, Wii U, Xbox 360, Xbox One.

## Accueil
Mighty No. 9 reçoit des notes moyennes de la part de la presse spécialisée, parfois même faibles,,,,,.